# McDonnell ADM-20 Quail
Le McDonnell ADM-20 Quail est un engin-leurre aéroporté, déployé par l'US Air Force de 1960 à 1977. Dans le cadre d'une offensive contre l'URSS, il était prévu que des engins de ce type soient lancé depuis des bombardiers Boeing B-52. Leur signature radar était similaire à celle du B-52. Ces engins devaient améliorer les chances des véritables bombardiers de passer les défenses aériennes soviétiques, en obligeant celles-ci à distribuer les missiles et les intercepteurs sur plus de cibles.

## Développement

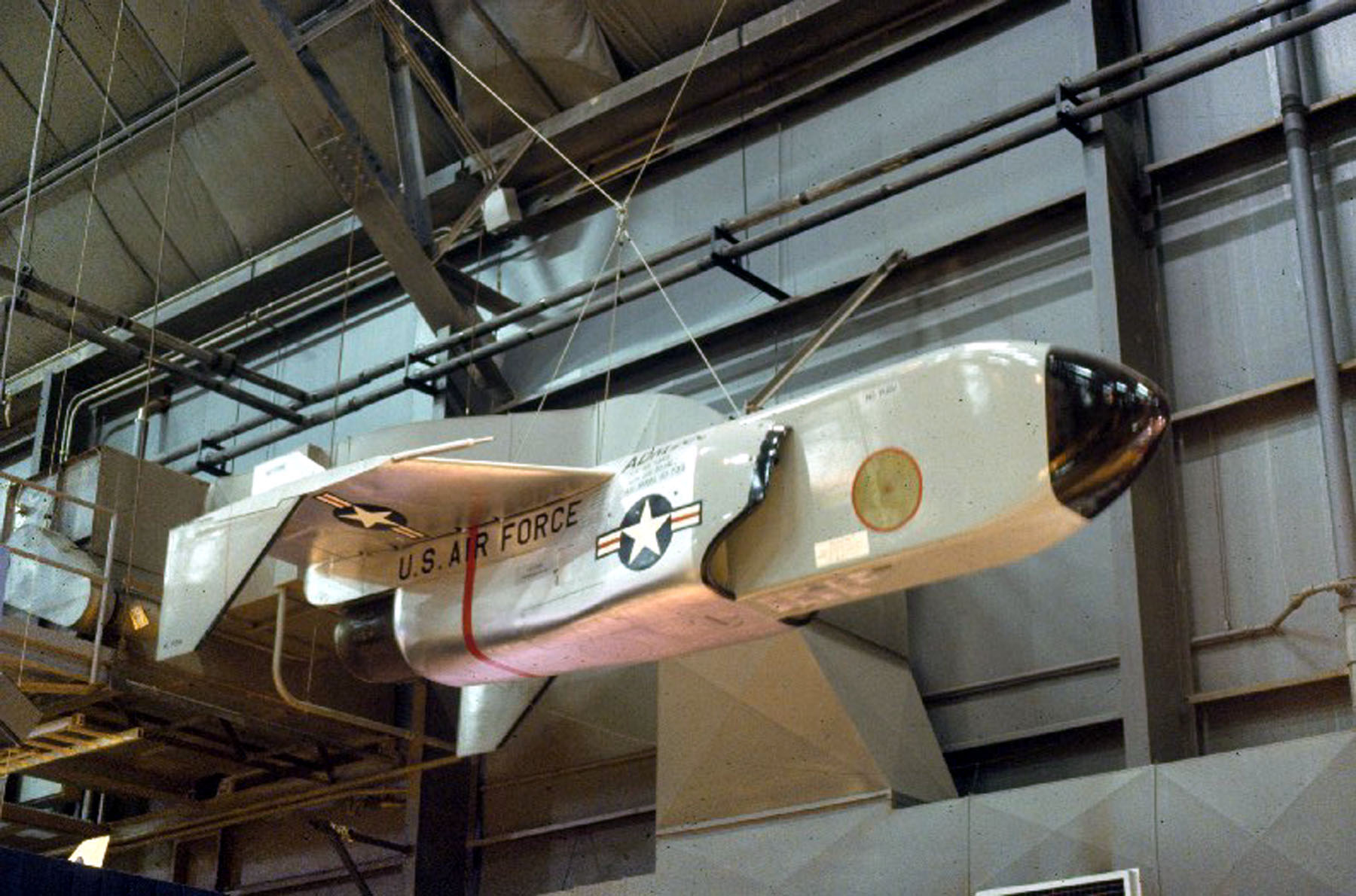
Un ADM-20 exposé au musée de l'USAF.

L'USAF lance en 1955 un programme visant à réaliser des engins-leurres. Le XSM-73 Goose, construit par Fairchild, et le XGAM-71 Buck Duck de Convair sont issus de cet effort, mais n'ont jamais été produits en série. La conception du Quail, le seul à être entré en service, est proposée par McDonnel en janvier 1956.

## Conception

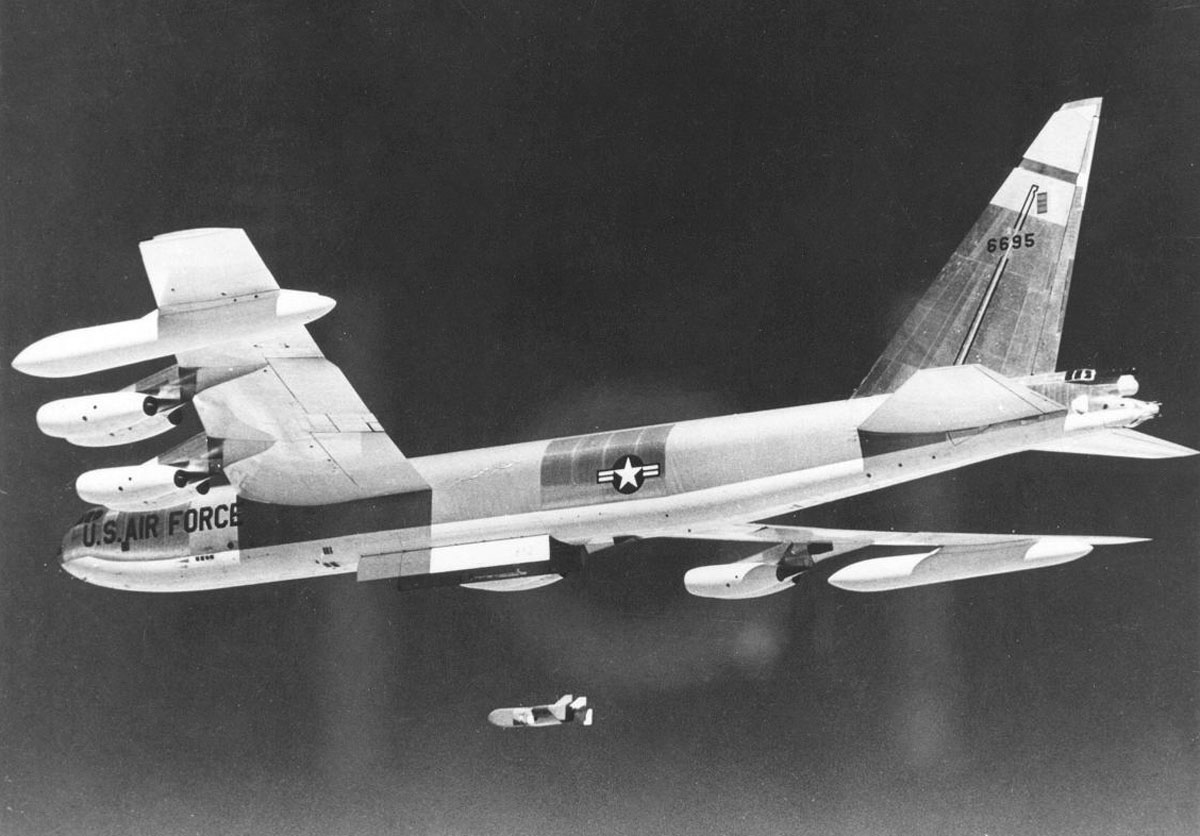
Un B-52 largant un leurre Quail.

Le Quail est un petit aéronef : il pèse 550 kg au lancement et mesure 3,88 m de long. Sa propulsion est assurée par un petit réacteur simple flux de conception très simple, un General Electric J85. Malgré sa petite taille, il doit imiter la signature radar d'un avion aussi massif que le B-52, il a donc été conçu à l'encontre de toutes les règles de furtivité. Il possède des réflecteurs radars chargés de renvoyer le plus possible de signal vers le radar qui les a émis, sur le principe du catadioptre.
Il peut fonctionner entre 35 000 et 50 000 pieds et à des vitesses de Mach 0,75 à 0,9 et avait une portée de 357 à 445 milles marins selon l'altitude.
La version opérationnelle du GAM-72 portait des réflecteurs radar internes orientés vers l'avant et de chaque côté de l'avion. Jusqu'à 45 k de charge utile peuvent être hébergés en interne par le GAM-72. Cet espace interne pourrait être utilisé pour abriter un répéteur radar ou un distributeur de paillettes. Un brûleur infrarouge situé dans la queue pourrait produire une chaleur intense pour simuler la signature thermique d'un bombardier. Il n'était pas armé.
Il peut être programmé au sol avant un vol pour effectuer au moins deux changements de direction et un de vitesse au cours de son vol de 46 à 55 minutes.
Alors que huit engins pouvaient être transportés sur le B-52 et quatre sur le B-47 Stratojet, le chargement normal était respectivement de quatre et deux, voir seulement deux également pour le B-52. Le B-47 ne l'a jamais utilisé de façon opérationnelle.
Le Strategic Air Command a eu 492 Quails à son inventaire maximum en 1963. Au total, McDonnell a produit 616 missiles.

## Retrait
Le Quail est retiré du service en 1977 sans avoir été employé au combat. À cette date, il est obsolète depuis car les radars ont suffisamment progressé pour qu'il soit très facile de le distinguer d'un B-52. En 1972, les tests de l’US Air Force ont révélé que les opérateurs radar pouvaient facilement distinguer le drone du véritable avion en identifiant correctement le drone 21 fois sur 23.